# Heleophryne purcelli
La rana fantasma del Cabo (Heleophryne purcelli) es una especie de anfibio anuro de la familia Heleophrynidae. Es endémica de Sudáfrica, encontrándose en arroyos de montaña y sus alrededores, donde las almohadillas adhesivas que presenta en sus dedos le facilitan escalar sobre las resbaladizas rocas de aguas de corrientes rápidas. Los renacuajos tardan unos dos años en alcanzar el estado adulto.

## Descripción
La longitud del cuerpo de un espécimen adulto ronda los 5 cm. Con un cuerpo y cabeza aplanados, posee un hocico ancho y ojos grandes. La piel es lisa, y cubre una pequeña pantorrilla aplanada en dirección contra-abdominal. El cuerpo es verde, amarillento o marrón con manchas oscuras de forma irregular dispersas por toda la superficie. Tiene 4 dedos con ventosas en las extremidades delanteras. Los dedos de las extremidades posteriores están conectados por membranas. Suelen vivir cinco años.
El renacuajo puede tener hasta 60 mm de largo, y tiene varias filas de dientes labiales, con una fila de dientes labiales de 4/14 a 4/17. No poseen una vaina de mandíbula inferior queratinizada.
Una curiosidad de esta especie es la composición de su esqueleto mineralizado, ya que posee apatita.

## Hábitat
Los renacuajos suelen ocultarse bajo rocas en sustratos arenosos de las montañas centrales de Cederberg, al sur del río Breede, hasta las montañas Hottentots Holland. También pueden encontrarse al este hasta las montañas Langeberg, cerca de Montagu.
La vida de este anfibio está ligada al agua dulce. Vive en arroyos de montaña con agua fría y flujo rápido, pasando parte de su tiempo en las costas de hierba densa.

## Comportamiento
Esta especie posee un hábito de vida nocturna. Su pequeño tamaño le permite ocultarse entre la maleza tanto para cazar como para ocultarse.
Cuando los renacuajos se ven amenazados o se les molesta, suelen ocultarse bajo la arena u ocultarse entre las grietas de las rocas circundantes. No tiene problemas en nadar a contra corriente.

## Alimentación
De alimentación insectívora, suele capturar insectos, larvas y otros invertebrados. En su mandíbula superior y paladar hay dientes, con los que puede sostener incluso presas muy resbaladizas.
Tanto las ranas adultas como los renacuajos son presa habitual de las serpientes de agua de la especie Lycodonomorphus rufulus.

## Reproducción y desarrollo
De reproducción sexual, la temporada de apareamiento de una rana fantasma comienza en octubre y dura hasta enero. En ese momento aparecen pequeños puntos en la piel de los machos. Asimismo, se reúnen en grupos en la orilla de un arroyo, tras lo cual comienzan a hacer llamadas a las hembras. Tras realizar el apareamiento en tierra, la hembra comienza a poner grandes huevos amarillos, hasta 200 por apareamiento. El lugar para ellos son charcos o guijarros húmedos situados cerca del arroyo. Transcurridos cinco días, los renacuajos emergen de los huevos, que son inmediatamente enviados al arroyo y alimentados por el saco vitelino. Tienen ventosas en forma de disco cerca de sus bocas que las unen a las rocas. Con las ventosas, pueden escalar por las rocas de las cascadas. Los renacuajos comen pequeñas algas raspándolas de las superficies de piedra. En la etapa de desarrollo larvario, alcanzan una longitud de 6 cm. La etapa de renacuajo dura 12 meses y luego se convierte en adulto.
Las larvas de rana fantasma fueron descubiertas antes que los adultos. Se diferencian significativamente de otros renacuajos porque tienen cabezas en forma de cuña que están fuertemente aplanadas en el abdomen espinal y tienen un cuerpo alargado. En comparación, los renacuajos de otras especies de ranas son más redondos u ovalados.
Una vez realizan la metamorfosis, las nuevas ranas abandonan sus arroyos durante los meses de marzo y abril.